# Lúcio Merçon
Lúcio Merçon (Muniz Freire, 23 de outubro de 1936 — Cariacica, 27 de junho de 2013) foi um advogado e político brasileiro.
Cursou a Faculdade de Direito da Universidade Federal do Espírito Santo. Foi eleito vereador do município de Conceição do Castelo e exerceu o mandato de 1959 a 1963.
Em 1963 foi eleito deputado estadual, contribuindo para a emancipação política da cidade de Conceição do Castelo e participou da reformulação da constituição estadual em 1967. Como deputado, elegeu-se, consecutivamente, até 1990.
Entre 1973 e 1974, foi presidente da Assembleia Legislativa do Espírito Santo.